# Nyridela xanthocera
Nyridela xanthocera är en fjärilsart som beskrevs av Walker 1856. Nyridela xanthocera ingår i släktet Nyridela och familjen björnspinnare. Inga underarter finns listade i Catalogue of Life.